# Fanny Vialardi di Sandigliano
Fanny Vialardi di Sandigliano (Novara, 7 novembre 1897 – Torino, 25 marzo 1987) è stata una cavallerizza italiana, vincitrice del primo campionato del mondo di monta in amazzone a Nizza nel 1925 (Concours Hippique International Militaire).

## Biografia
Ultimogenita di una delle più antiche e potenti famiglie italiane, i Tornielli, figlia del conte Giuseppe Tornielli di Vergano e della contessa Teresa Voli, Fanny Vialardi di Sandigliano è una delle più celebri amazzoni del periodo post Caprilli.
Erano allora pochi i concorsi ippici che includevano categorie amazzoni, ne disputavano solo l'Inghilterra e la Francia, l'Italia incominciava appena. L'amazzone europea stava scoprendo il ritorno della monta à califourchon, sia per la maggiore facilità di unione cavallo-cavaliere, frutto di quello stile in evoluzione che era la scuola italiana di Federico Caprilli, sia come conseguenza dell'indipendenza che la donna stava assumendo anche nello sport. Il 29 marzo 1922 sposò il conte Carlo Vialardi di Sandigliano, ufficiale e diplomatico.
Lasciò il mondo dei cavalli dopo l'ultima vittoria all'Internazionale di Stresa del 1930. Gli impegni a Roma, al Quirinale (1934-1938), come attaché di SAR la duchessa Lydia di Pistoia-Arenberg presso la Corte della principessa di Piemonte, la guerra vissuta in prima persona (alias partigiano: Gaspara Vito) e un'Italia sconfitta la separarono per sempre dai suoi cavalli, che continuarono a vincere con in sella il fratello di suo marito, (Jan) Emiliano Vialardi di Sandigliano, due volte Campione Militare di equitazione.
Appassionata di airedale terriers allevò il campione Ted Cragsman, nato in Irlanda nell'allevamento Wilkinson e registrato con il Kennel name di Ted, figlio del campione Ch. Cragsman Duplicate e Lady Loothschurch Lady Girl. Il 25 luglio 1929 fu iscritto al Kennel Club Italiano con il nome di Ted del Torrione.
Grande viaggiatrice quando il viaggio era ancora avventura, Fanny Vialardi di Sandigliano festeggiò i settantacinque anni su di un track nepalese nell'Alto Mustang ai piedi dell'Himalaya e gli ottanta su un rompighiaccio al Polo Sud.

## Carriera
Famosa per la sua tecnica e caparbietà, mai irruente e aggressiva, fu una specialista nella disciplina del salto ostacoli. Montando in amazzone debuttò ai Nazionali di Pinerolo nel 1923 in un percorso di caccia con due netti su Zumla, figlia del più conosciuto Cronje, bel purosangue inglese di pessimo carattere, mentre l'anno successivo ebbe il primo trionfo ai Nazionali di Novara, cui seguirono le vittorie consecutive nei più importanti concorsi ippici di monta in amazzone in Italia e all'estero (Pinerolo, Nizza, San Remo, Merano, Milano, Garda e Torino, per ricordare solo i maggiori, quelli de Le Grandi Prove Ippiche).
Il suo momento di maggior gloria fu a Nizza nel 1925, dove vinse il primo campionato del mondo di monta in amazzone  su Zaglione di Carlo Kechler (Prix de Diane a barrage - Concours Hippique International Militaire), battendo la francese e numero uno mondiale Yvonne de la Croix su Ritournelle, le due sorelle de Sarlin rispettivamente su Lady's Memory e Lord Kitchener e l'americana Vingut su Scorpion.
In sua memoria, il nipote Tomaso Vialardi di Sandigliano, ha istituito nel 2006 Il Prix International Fanny Vialardi di Sandigliano, che premia biennalmente la migliore amazzone del Rassemblement International des Amazones di Carcassonne.

## Galleria d'immagini

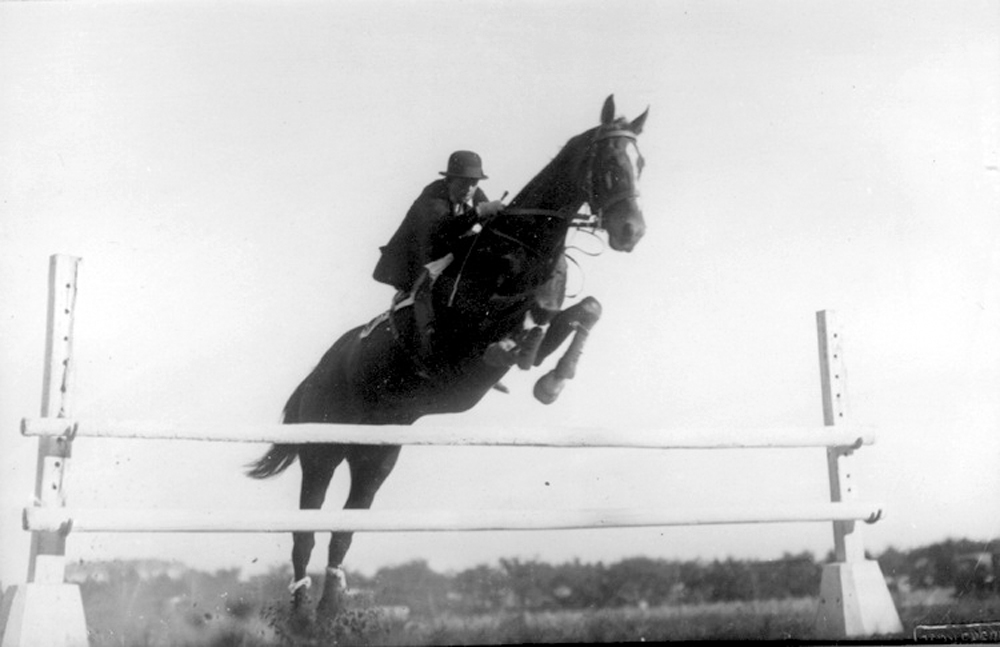
Pinerolo 1919, gli inizi in amazzone su Zumla
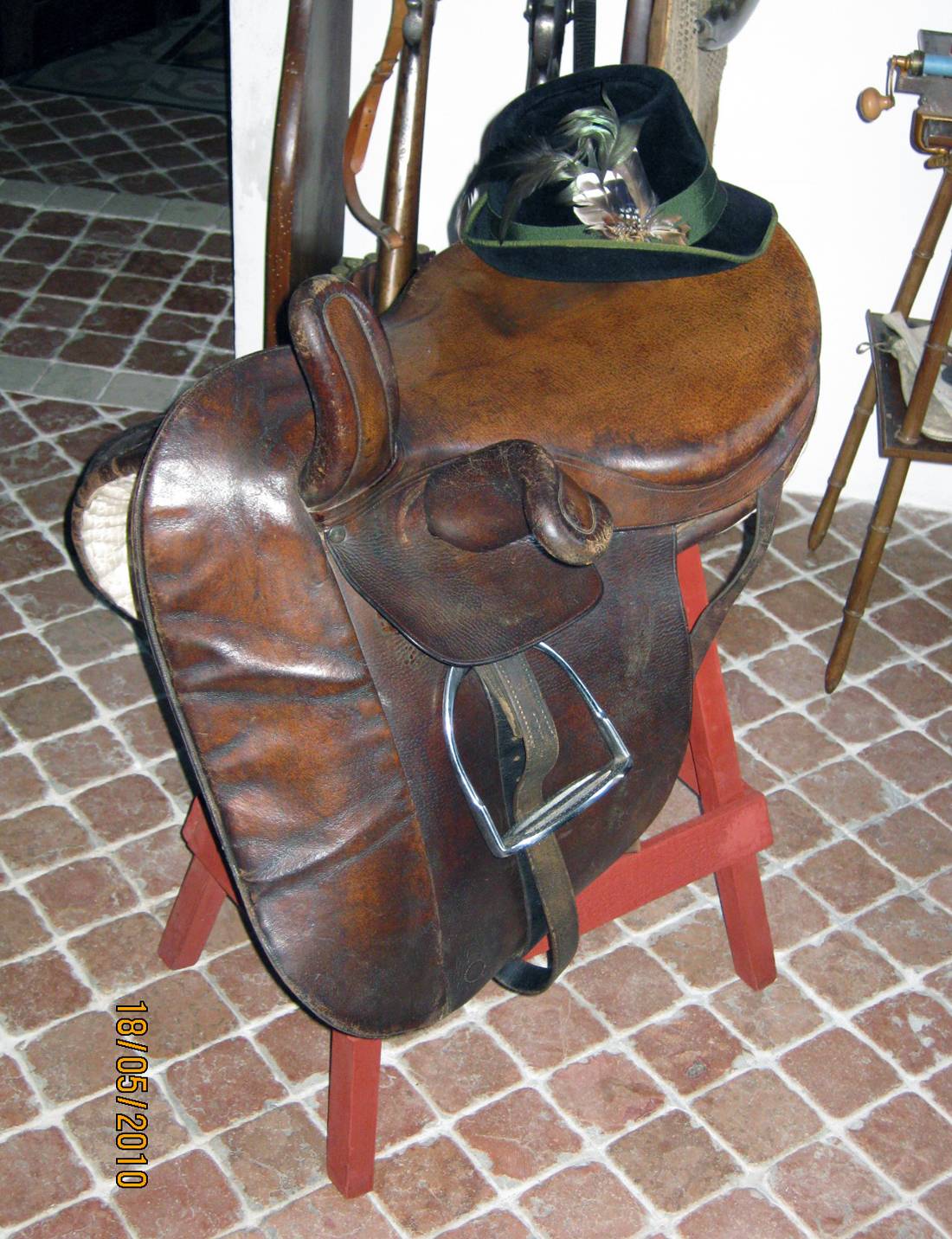
1923, Sella da lavoro di Fanny Vialardi di Sandigliano
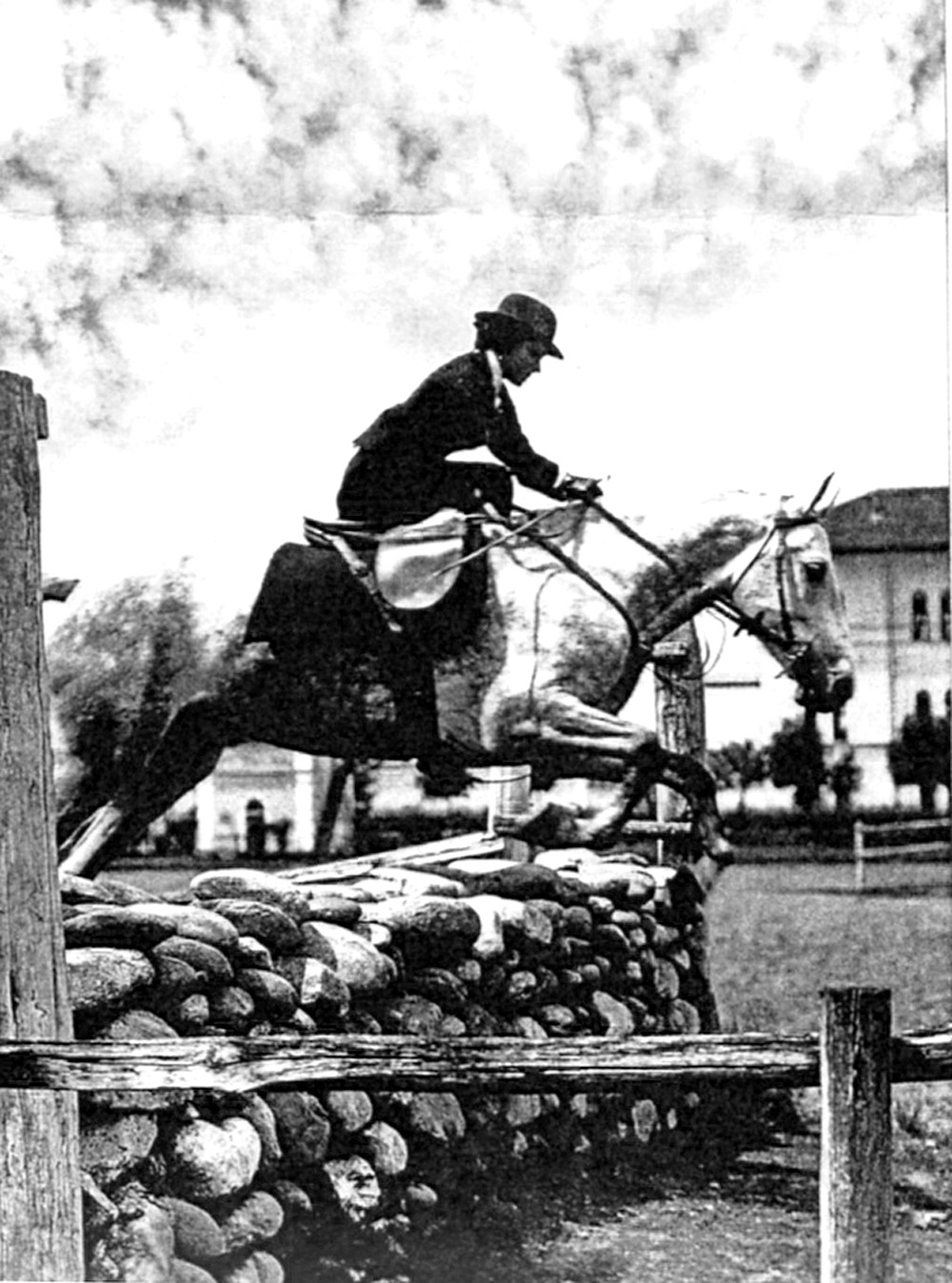
Nazionali di Pinerolo, 1923 - 1ª classificata su Giussiana
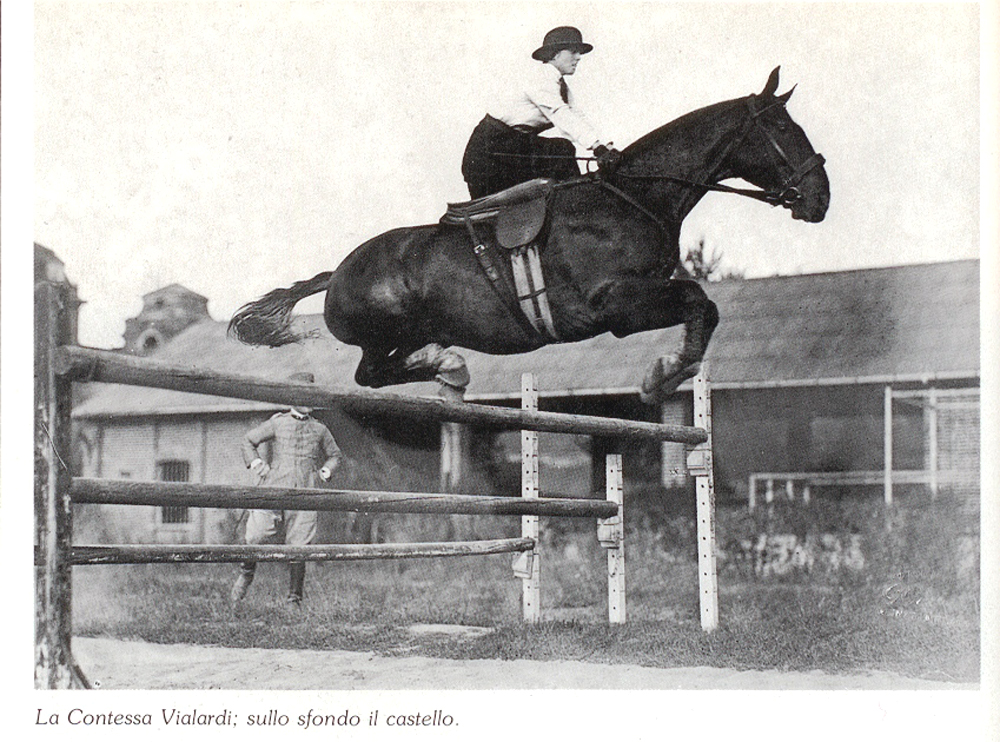
Percorso di caccia, Categoria “a coppie”, Venaria Reale, 1923, campo prova - 1ª classificata su Pluto
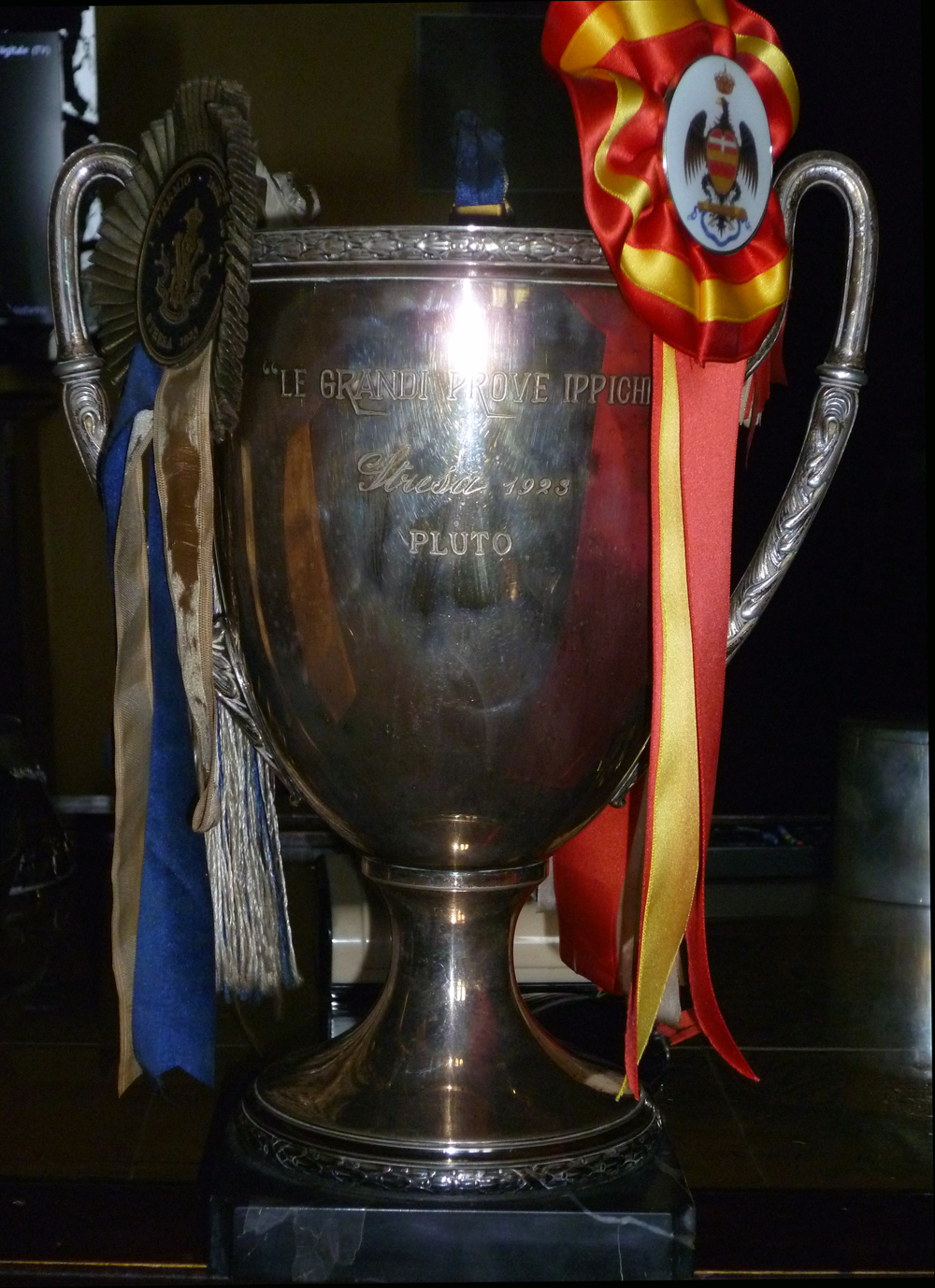
Internazionali di Stresa 1923 - 1ª classificata su Pluto
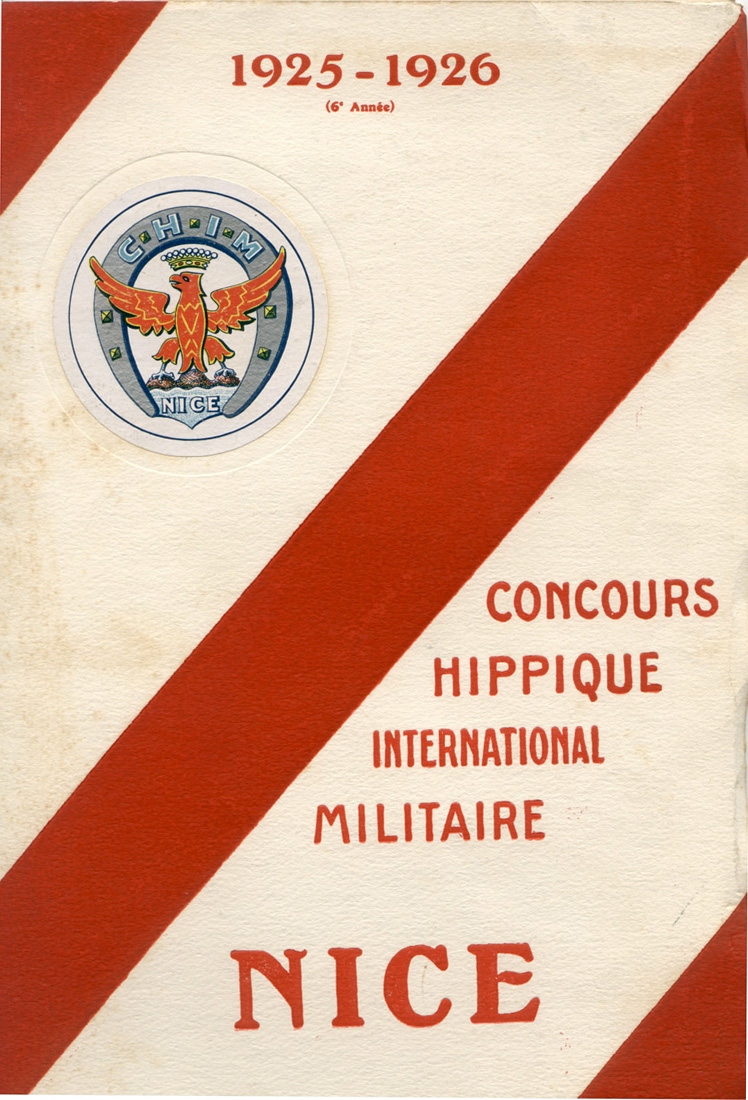
Internazionali di Nizza 1925 - Campionato del mondo amazzoni
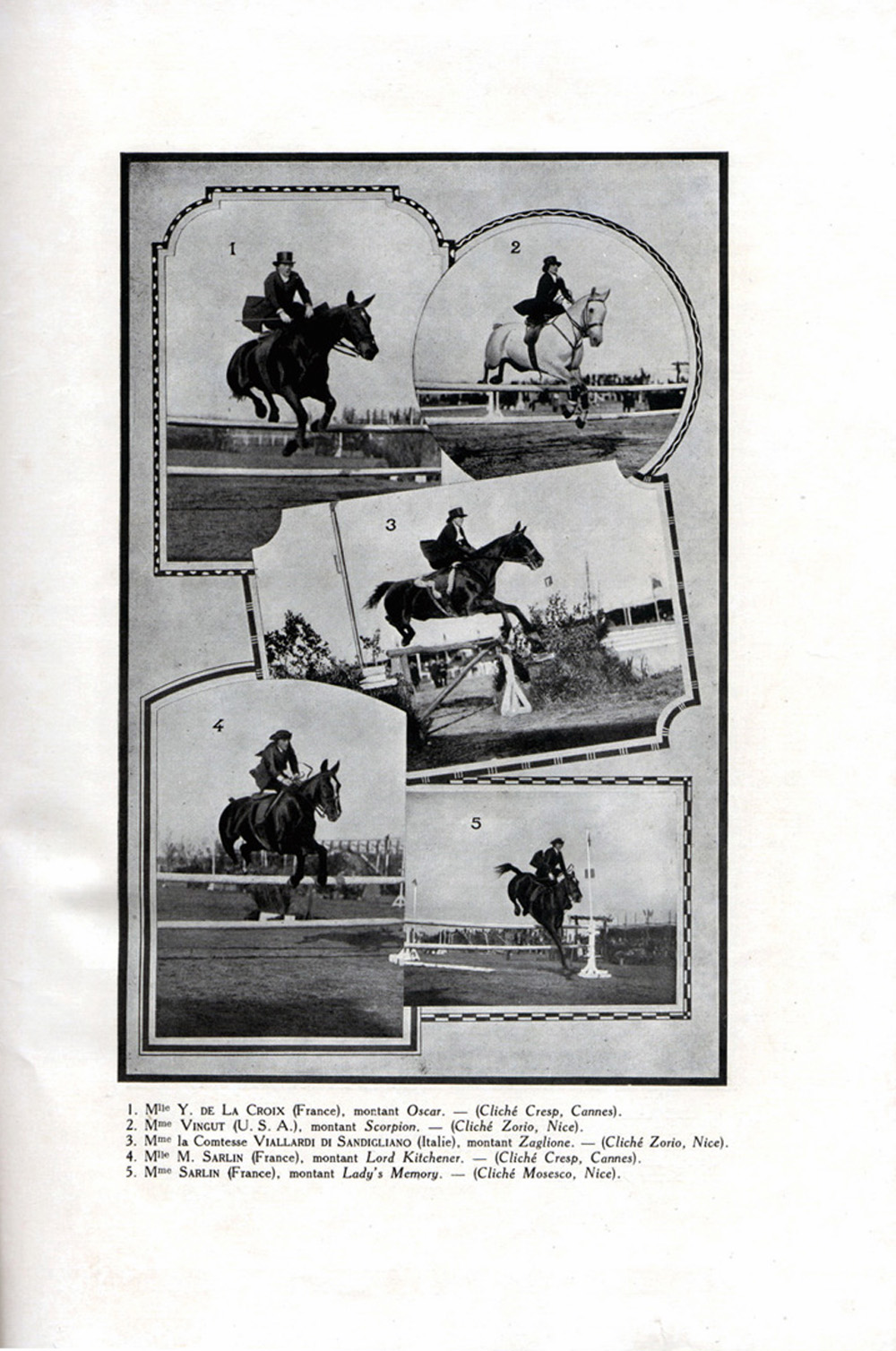
Internazionali di Nizza 1925 - Prix de Diane - Le finaliste
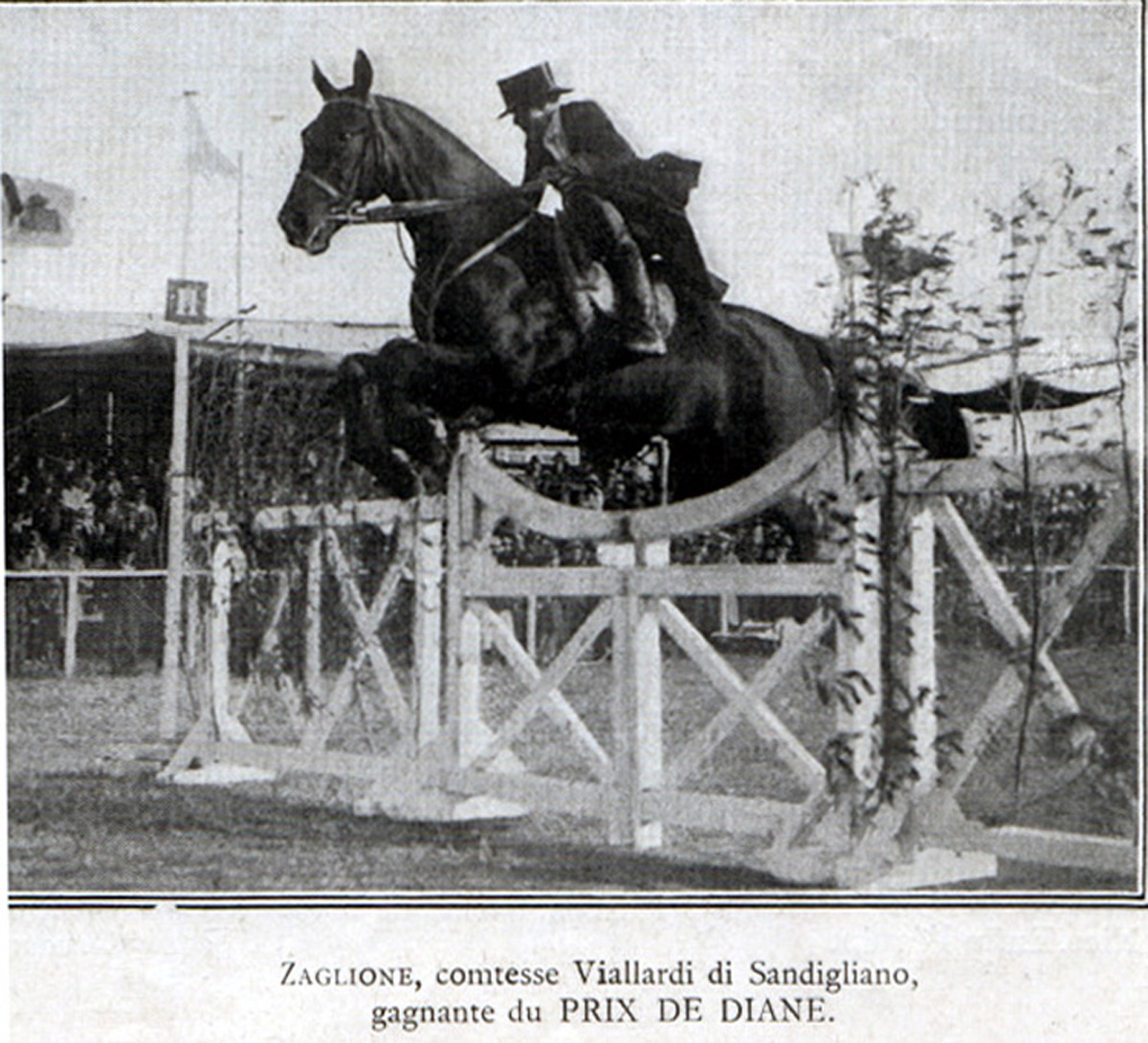
Internazionali di Nizza 1925 - Campionessa del mondo amazzoni su Zaglione
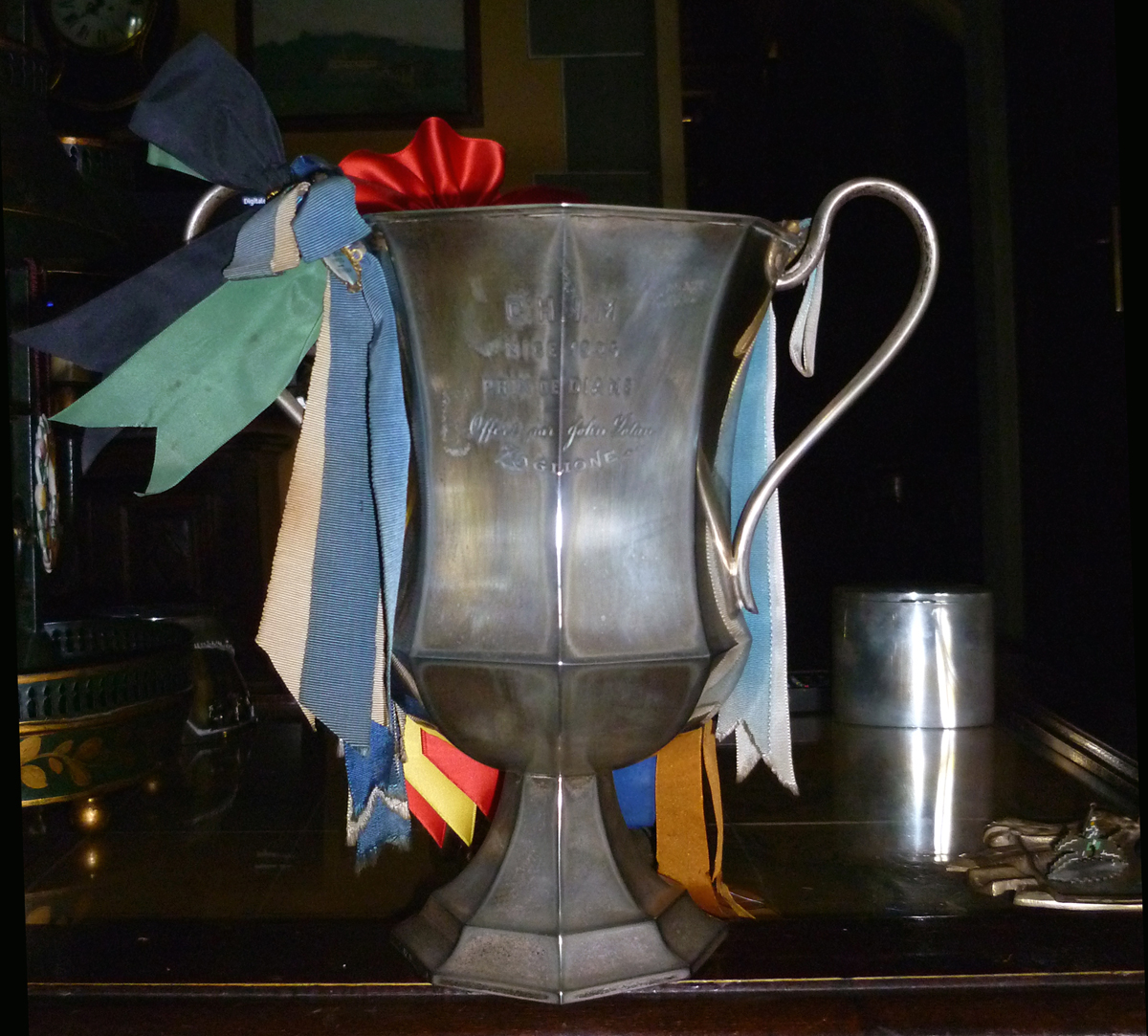
Internazionali di Nizza 1925 - Coppa del Prix de Diane
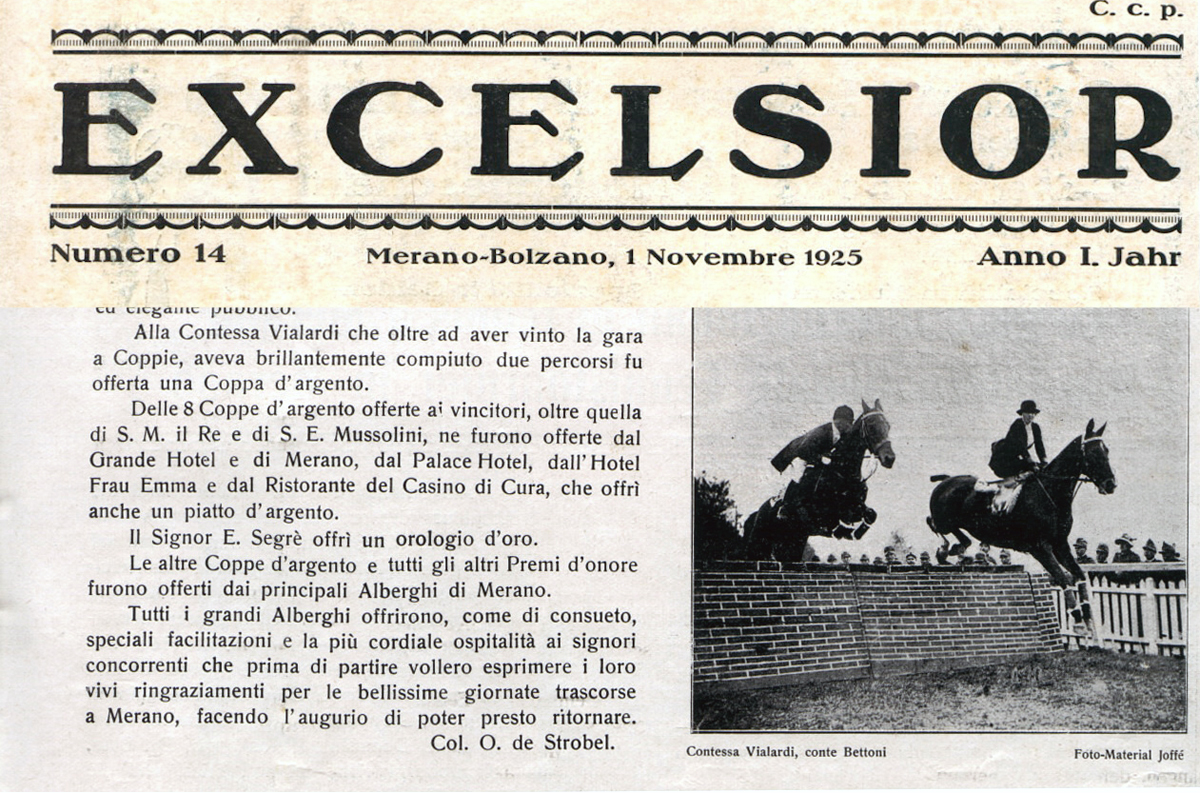
Categoria “a coppie”, Internazionali di Merano 1925 (Excelsior) - 1ª classificata
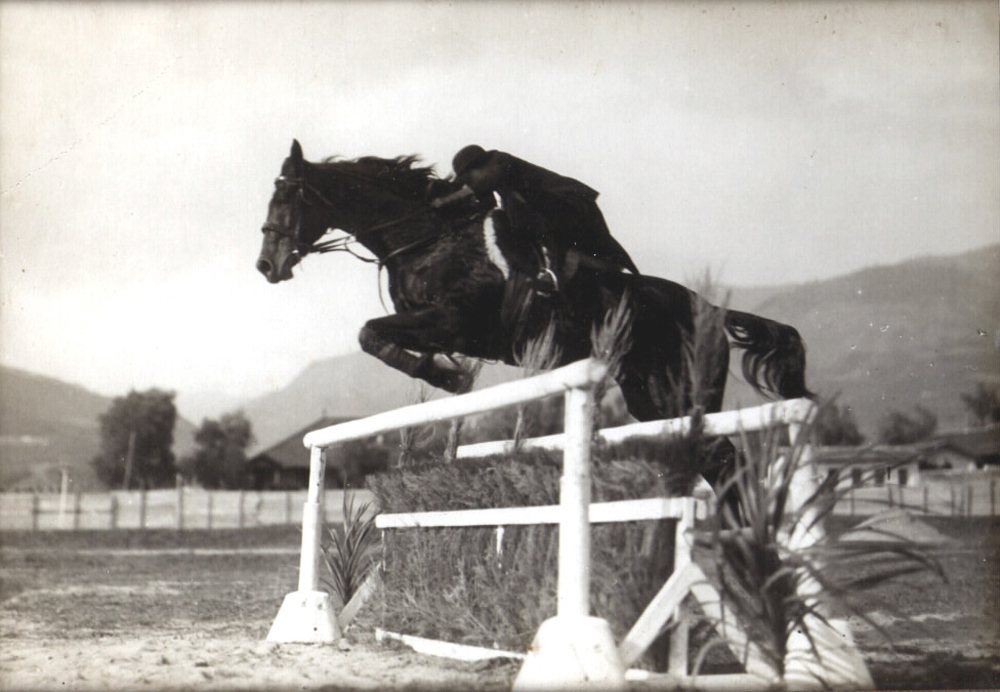
Internazionali di San Remo 1927 - 1ª classificata su Damaso
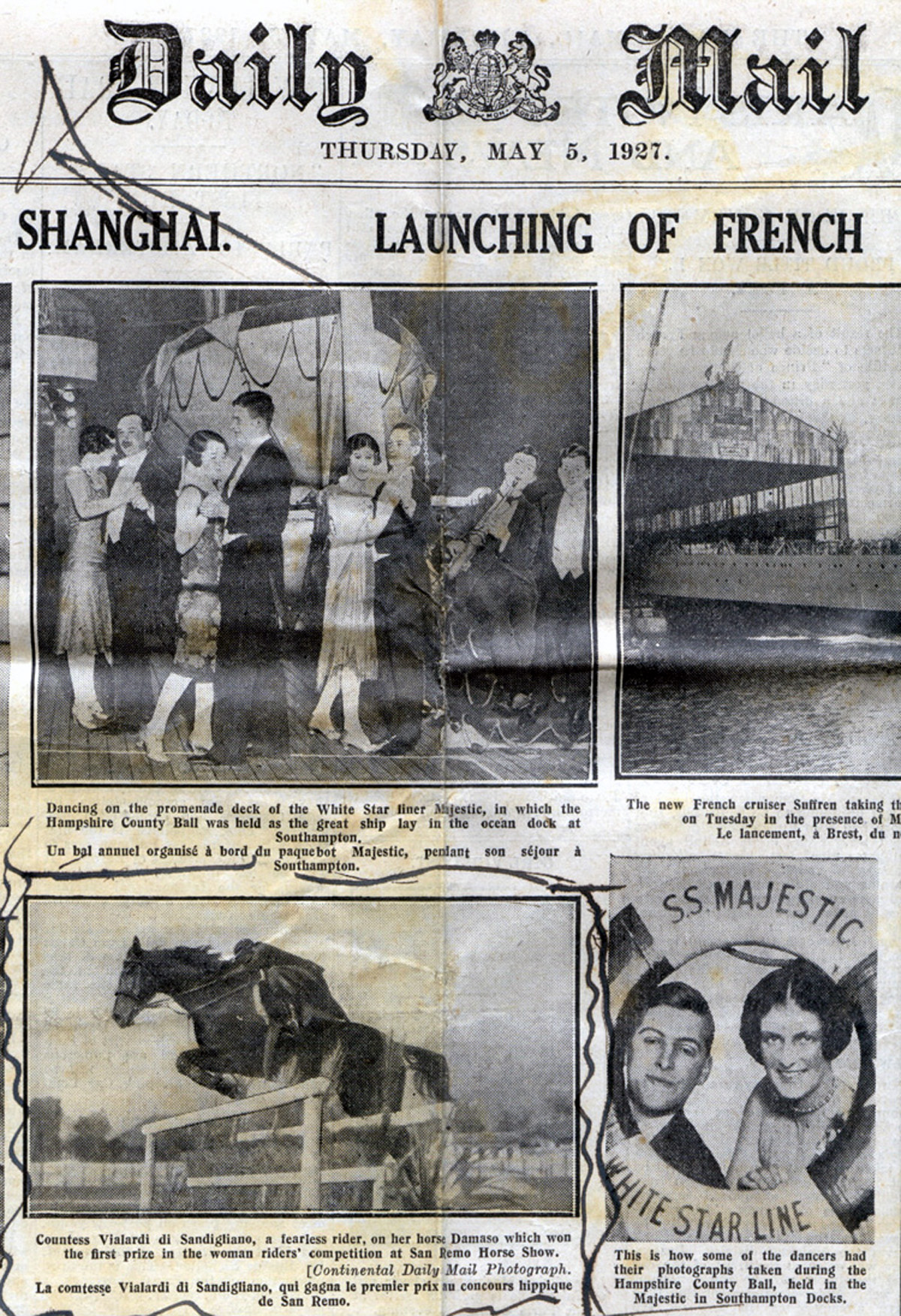
Internazionali di San Remo 1927 (Daily Mail) - 1ª classificata su Damaso
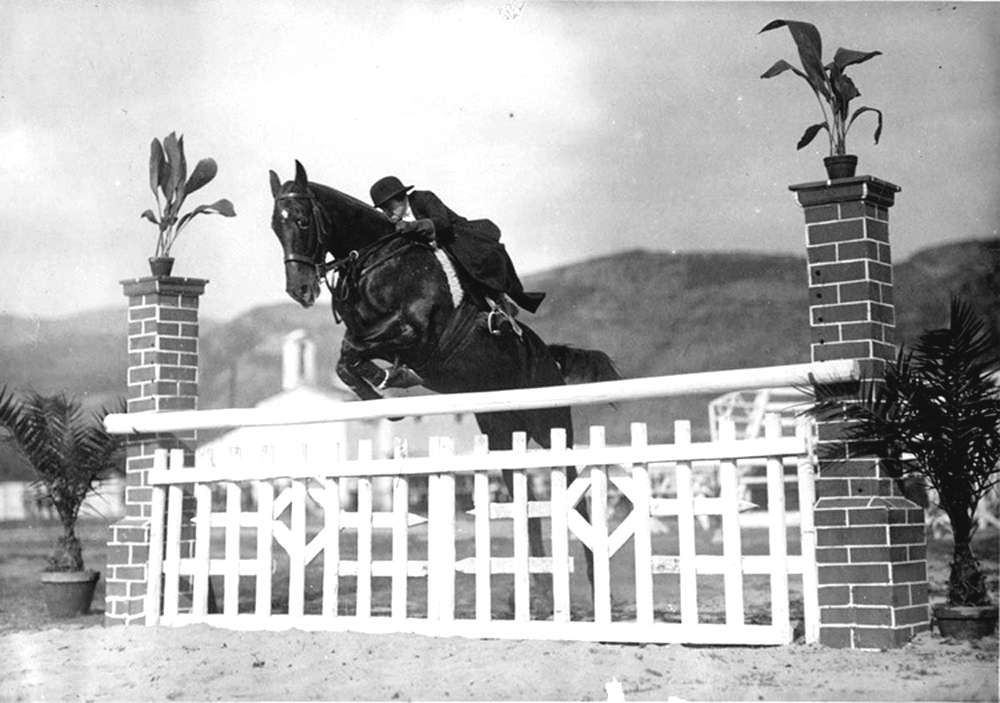
Internazionali di San Remo 1927 - 1ª classificata su Zumla
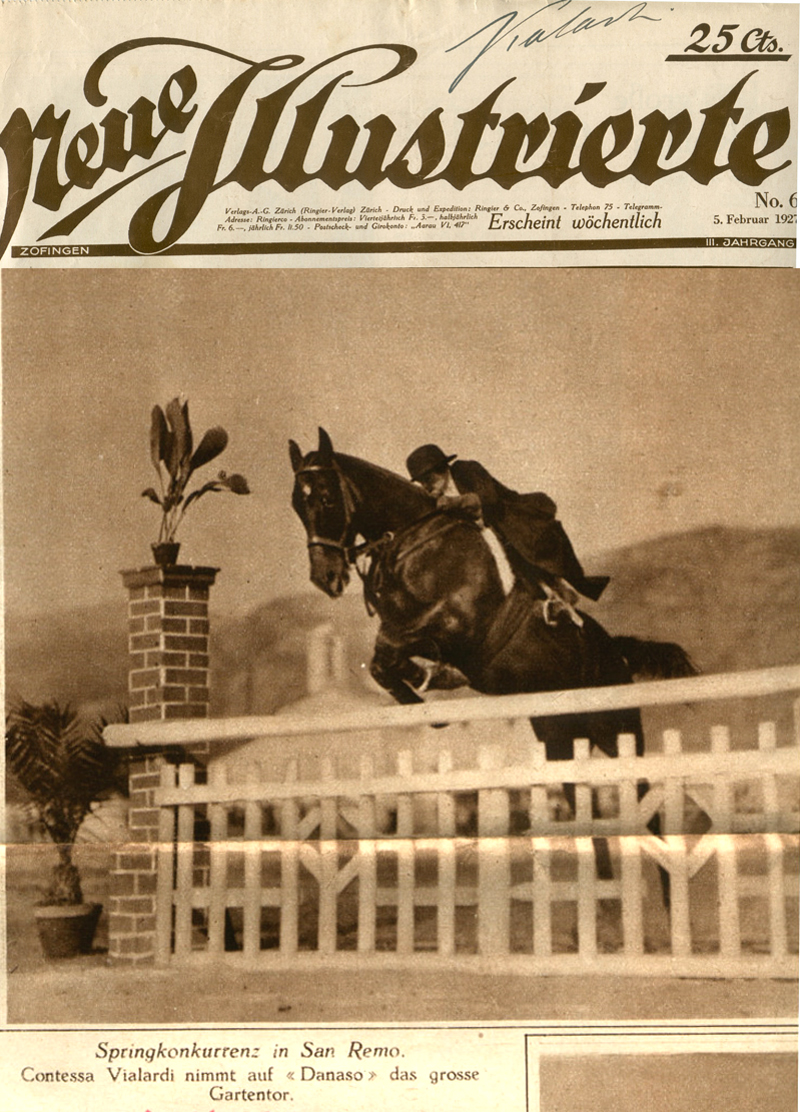
Internazionali di San Remo 1927 (Neue Illustrierte) - 1ª classificata su Zumla
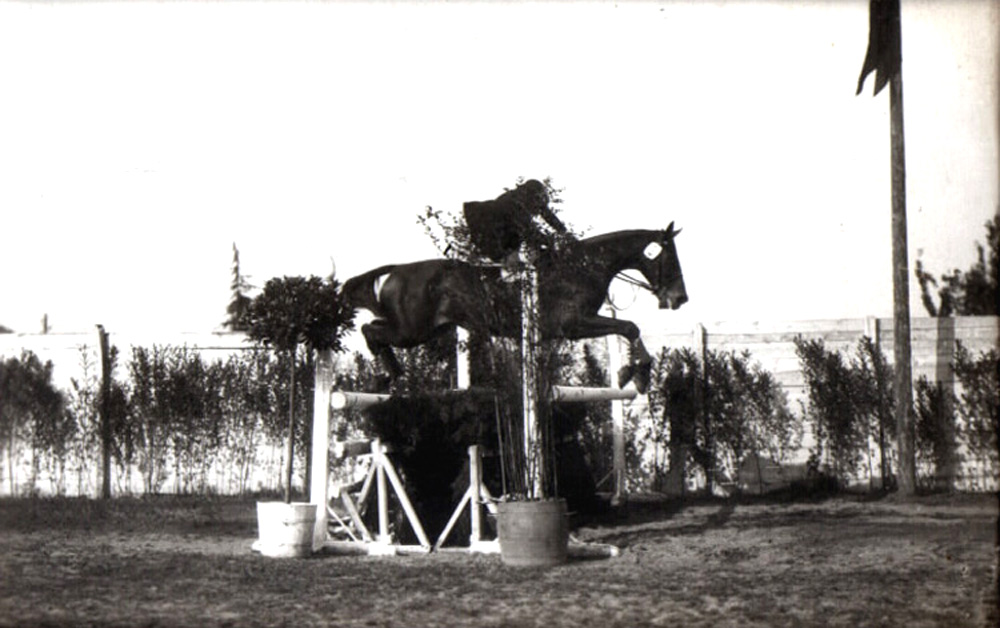
Internazionali di Stresa 1929 - 1ª classificata su En Plein
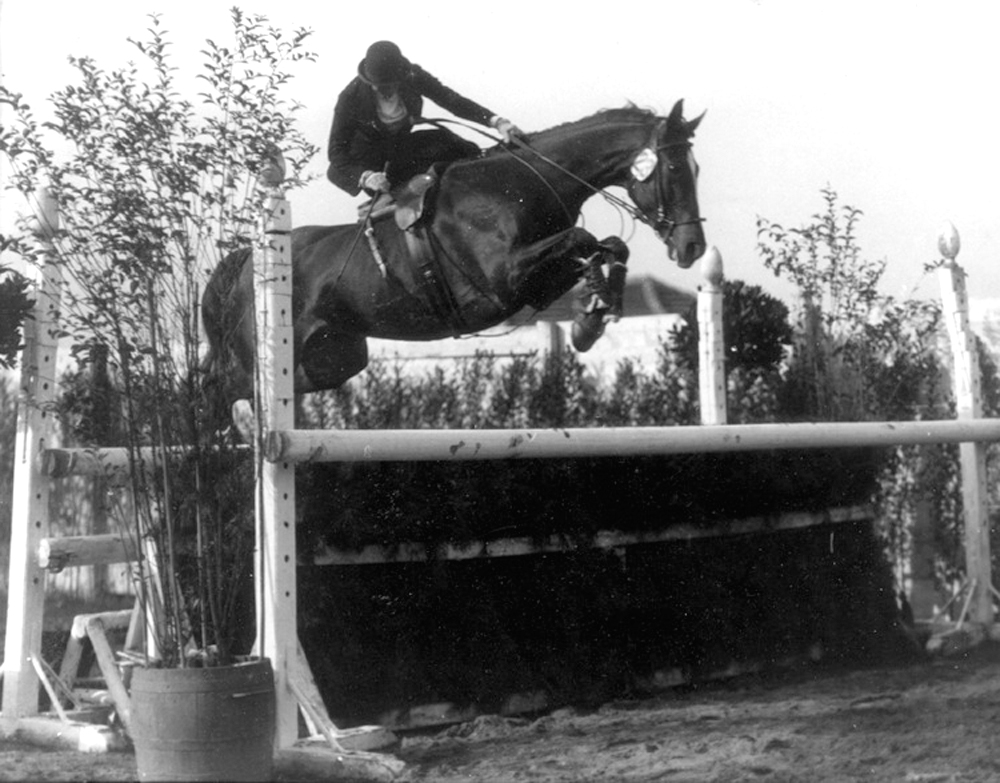
Internazionali di Stresa 1930 - 1ª classificata su Zumla
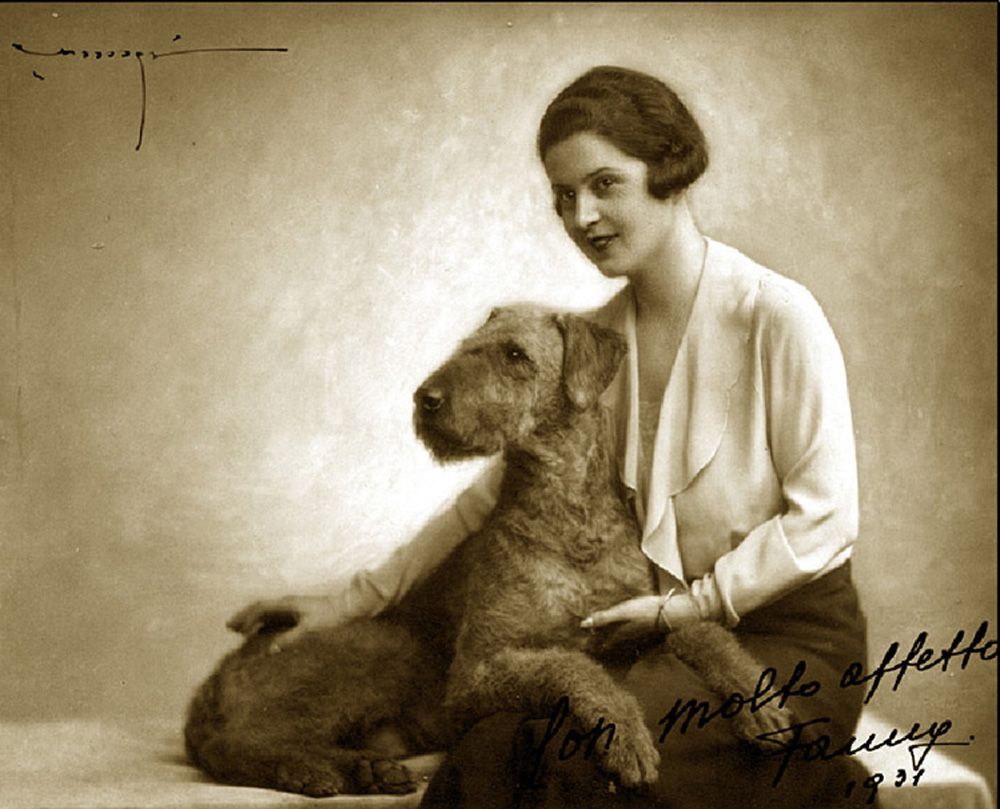
Fanny Vialardi di Sandigliano nel 1931 con Ted del Torrione (Ted Cragsman)
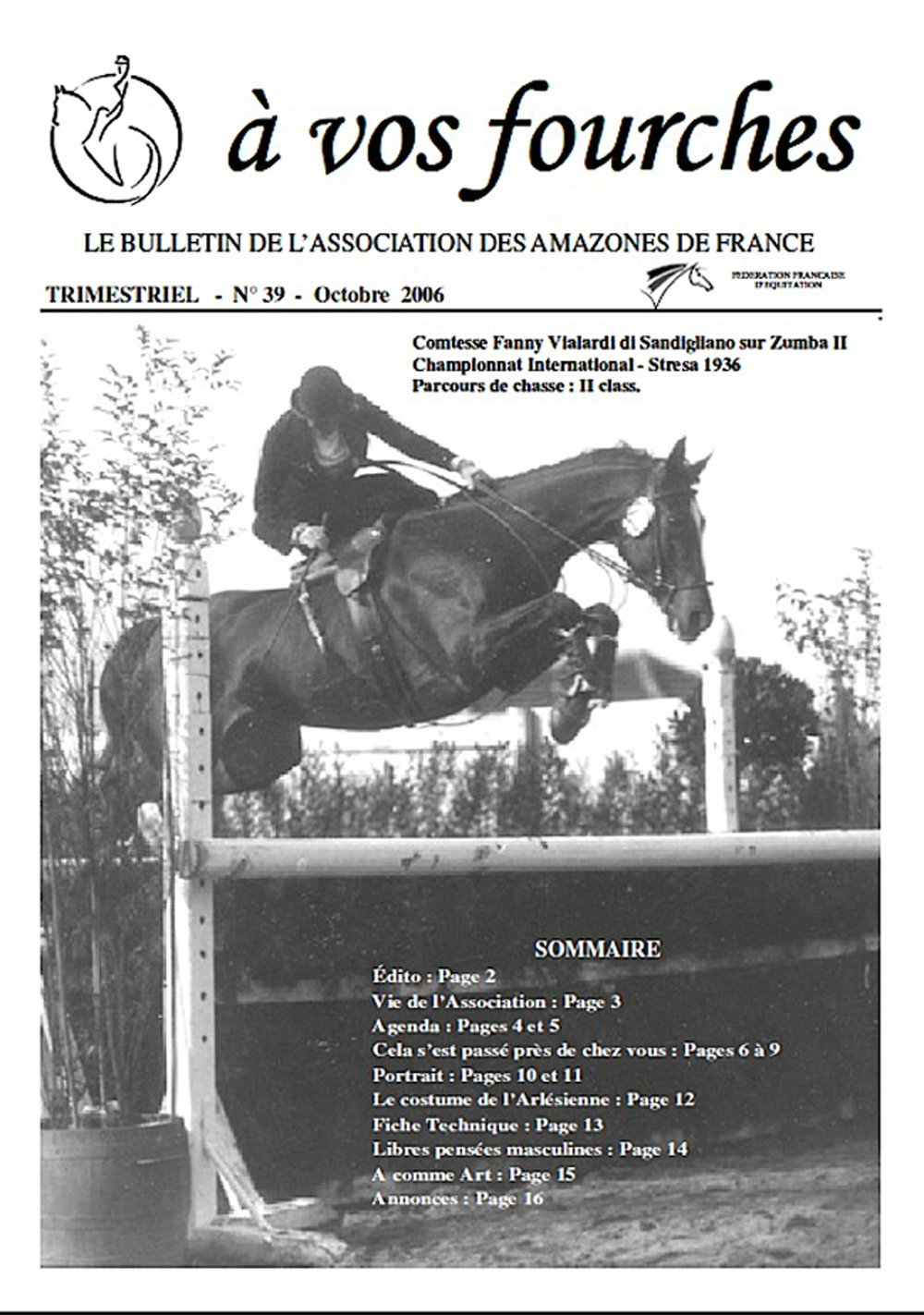
A vos fourches 2006 - Il ricordo delle Amazones de France